# Дане Петковски
Дане Петковски (Брусник, код Битоља, 25. децембар 1922 — Београд, 2005), учесник Народноослободилачке борбе и генерал-пуковник ЈНА.

## Биографија
Рођен је 25. децембра 1922. године у селу Брусник код Битоља. Народноослободилачком покрету се прикључио 1941. године. Током рата је био заменик политичког комесара батаљона и бригаде, те политички комесар дивизије. Члан Комунистичке партије Југославије постао је 1943. године.
После рата, био је командант дивизије и Штипског војног подручја од 1945. до 1947. године, начелник управе у Савезном секретаријату за народну одбрану и помоћник савезног секретара за народну одбрану.
Завршио је Вишу партијску школу „Ђуро Ђаковић“ и Вишу војну академију до 1955. године. Између 1953. и 1958. био је наставник тактике на Вишој војној академији ЈНА,а од 1958. до 1961. наставник на историјском одсеку академије. Године 1961. завршио је Ратну школу ЈНА, а потом до 1964. године био наставник у школи. Од 1964. до 1967. био је командант 6. личке пролетерске дивизије ЈНА. Између 1967. и 1969. био је командант Скопске војне области. У периоду 1969-1971. био је начелник Одељења пешадије у Генералштабу ЈНА. Од 1971. до 1976. био је помоћник државног секретара за политичко-правни сектор.  Од 18. маја 1982. године био је заменик Савезног секретара за народну одбрану. Активна служба у ЈНА престала му је 1989. године.
За члана Централног комитета СКЈ биран је од Осмог до Једанаестог конгреса СКЈ.
Преминуо је 2005. године у Београду.

## Одликовања
Носилац је Партизанске споменице 1941. и више југословенских одликовања:
- Орден за храброст, 1945.
- Орден партизанске звезде са пушкама, 1945.
- Орден заслуга за народ са сребрним зрацима, 1946.
- Орден братства и јединства са сребрним венцем, 1947.
- Орден за војне заслуге са сребрним мачевима, 1956.
- Орден народне армије са златном звездом, 1962.
- Орден за војне заслуге са великом звездом, 1970.
- Орден народне армије са ловоровим венцем, 1976.
- Орден југословенске заставе са златним венцем, 1982.